# Liste der Kulturdenkmäler in Sankt Aldegund
In der Liste der Kulturdenkmäler in Sankt Aldegund sind alle Kulturdenkmäler der rheinland-pfälzischen Ortsgemeinde Sankt Aldegund aufgeführt. Grundlage ist die Denkmalliste des Landes Rheinland-Pfalz (Stand: 21. September 2023).

## Denkmalzonen
| Bezeichnung          | Lage | Baujahr                 | Beschreibung | Bild            |
| -------------------- | --- | ----------------------- | --- | --------------- |
| Denkmalzone Ortskern | Alte Kirchgasse, Am Moselstausee, Auf der Teusch 1, 2, 3, 8, 9, 10, Brunnenstraße, Christophorusstraße 1–14 (alle Nummern), Kapellenstraße, Moselpromenade 2–15 (alle Nummern), Römerstraße, Zehnthausstraße 1 und 2–8 (gerade Nummern) Lage | 16. bis 20. Jahrhundert | überlieferter historischer Ortsgrundriss, wohl keltoromanischen Ursprungs und mindestens seit der ersten Hälfte des 19. Jahrhunderts weitestgehend unverändert; dichte Bebauung von steil aufragenden, moselländischen Winzerhäusern in Fachwerk des 15. bis 18. Jahrhunderts; straßenbildprägende Fachwerkfassaden mit repräsentativem Schmuck und Kastenerkern aus der Zeit der Renaissance (16. und 17. Jahrhundert) sowie traufständigen Anbauten aus der Zeit des Barock (18. Jahrhundert); repräsentative Höfe und Zehnthäuser der Grundherrschaften; traufständige Putzbauten des Typs ‚lothringisch-trierisches Quereinhaus‘ des 18. Jahrhunderts; steinsichtige Massivbauten des Moselklassizismus (Mitte des 19. Jahrhunderts); Ensemble städtischer Backstein-Wohnhäuser (spätes 19. Jahrhundert); straßenbildprägende Details sind rundbogige Kellereingänge, Obergadentüren mit barocken quergeteilten Türblättern, angrenzende Bruchstein-Hochkeller (spätes 18. und frühes 19. Jahrhundert), Dorfbrunnen von 1790 sowie ein steinernes Wegekreuz; historische Wegungen mit überkommener Kopfsteinpflasterung | Fotos hochladen |

## Einzeldenkmäler
| Bezeichnung                                                  | Lage                                       | Baujahr                           | Beschreibung | Bild                                    |
| ------------------------------------------------------------ | ------------------------------------------ | --------------------------------- | --- | --------------------------------------- |
| Wegekreuz                                                    | Alte Kirchgasse Lage                       | 1656                              | Wegekreuz, bezeichnet 1656 | BW                                      |
| Wohnhaus                                                     | Alte Kirchgasse 2 Lage                     | 16. Jahrhundert                   | Fachwerkhaus, teilweise massiv, verputzt, 16. Jahrhundert; zweite Haushälfte: dreigeschossiges Fachwerkhaus, teilweise massiv, bezeichnet 1619 | Fotos hochladen                         |
| Schulhaus                                                    | Alte Kirchgasse 5 Lage                     | um 1500                           | ehemalige Schule (?); eingeschossiger Putzbau, angeblich um 1500, 1769 nachgewiesen | BW                                      |
| Alte Katholische Pfarrkirche St. Bartholomäus                | Alte Kirchgasse 6a Lage                    |                                   | Westturm mit spätromanischem Rhombendach, Turmspitze und Gauben spätgotisch; dreiachsiges Schiff, im Kern gotisch, Umbau im 18. Jahrhundert (1762/63?); Friedhof: acht Grabkreuze, 1728, 1766, 1783, 1811; reliefiertes Grabkreuz, 18. Jahrhundert; unterhalb der Kirche Quelle; Gesamtanlage mit altem Friedhof | Fotos hochladen                         |
| Wohnhaus                                                     | Am Moselstausee 6 Lage                     | 16. Jahrhundert                   | Fachwerkhaus, teilweise massiv, Ständerbau, wohl noch aus dem 16. Jahrhundert | BW                                      |
| Gasthaus                                                     | Am Moselstausee 9 Lage                     | 1896                              | späthistoristischer Backsteinbau, Neurenaissancemotive, bezeichnet 1896 | Fotos hochladen                         |
| Portal                                                       | Am Moselstausee, an Nr. 12 Lage            | 1782                              | Barockportal, bezeichnet 1782 | BW                                      |
| Weinkeller                                                   | Am Moselstausee, neben Nr. 14 Lage         | 1892                              | winkelförmiger Weinkeller, Bruchstein, bezeichnet 1892 | BW                                      |
| Wohnhaus                                                     | Am Moselstausee 20 Lage                    | 1920er Jahre                      | Walmdachbau, 1920er Jahre | BW                                      |
| Portal                                                       | Am Moselstausee, an Nr. 29 Lage            | um 1900                           | Jugendstilportal | BW                                      |
| Wohnhaus                                                     | Auf der Teusch 1 Lage                      | 18. Jahrhundert                   | Fachwerkhaus, teilweise massiv, Mansarddach, 18. Jahrhundert | BW                                      |
| Wohnhaus                                                     | Auf der Teusch 9 Lage                      | frühes 17. Jahrhundert            | dreigeschossiges Fachwerkhaus, teilweise massiv, verputzt und eternitverschiefert, frühes 17. Jahrhundert | BW                                      |
| Hofanlage                                                    | Auf der Teusch 10 Lage                     | 1590                              | Fachwerkhaus, teilweise massiv, Ständerbau, bezeichnet 1590; Fachwerkscheune, Mansarddach, 18. Jahrhundert; Gesamtanlage | BW                                      |
| Wohnhaus                                                     | Brunnenstraße, zu Nr. 9 Lage               |                                   | eingeschossiger Putzbau | BW                                      |
| Wohnhaus                                                     | Brunnenstraße 10 Lage                      | erste Hälfte des 16. Jahrhunderts | Fachwerkhaus über hohem Kellersockel, erste Hälfte des 16. Jahrhunderts, Fachwerkbrücke | BW                                      |
| Wohnhaus                                                     | Brunnenstraße 12 Lage                      | 1659                              | Fachwerkhaus, teilweise massiv oder verputzt, bezeichnet 1659 | BW                                      |
| Wohnhaus                                                     | Brunnenstraße 16 Lage                      | 1618                              | Fachwerkhaus, teilweise massiv, Krüppelwalmdach, bezeichnet 1618 | Fotos hochladen                         |
| Kelterhaus                                                   | Christophorusstraße, gegenüber Nr. 1 Lage  |                                   | ehemaliges Kelterhaus; Fachwerk über Bruchsteinsockel | BW                                      |
| Rathaus                                                      | Christophorusstraße 2 Lage                 | 1848                              | ehemaliges Rathaus; dreigeschossiges Fachwerkhaus, teilweise massiv, angeblich von 1848, eher vom Ende des 19. Jahrhunderts | BW                                      |
| Brunnen                                                      | Christophorusstraße, vor Nr. 2 Lage        | 1790                              | zwei Brunnenbecken, bezeichnet 1790 | BW                                      |
| Wohnhaus                                                     | Christophorusstraße 6 Lage                 | 18. Jahrhundert                   | Mansardwalmdachbau, 18. Jahrhundert | BW                                      |
| Wohnhaus                                                     | Christophorusstraße 7 Lage                 | 1619                              | Fachwerkhaus, teilweise massiv, bezeichnet 1619 | BW                                      |
| Wohnhaus                                                     | Christophorusstraße 8 Lage                 | Anfang des 17. Jahrhunderts       | Fachwerkhaus, teilweise massiv, Krüppelwalmdach, Anfang des 17. Jahrhunderts | BW                                      |
| Wohnhaus                                                     | Christophorusstraße 9 Lage                 | 1619                              | Fachwerkhaus, teilweise massiv Krüppelwalmdach, bezeichnet 1619 | BW                                      |
| Christophorushaus                                            | Christophorusstraße 10 Lage                | 1473                              | Fachwerkhaus, teilweise massiv, Mansarddach, bezeichnet 1473, Wappen bezeichnet 1765; dreigeschossiger Nebenbau mit Fachwerkerker, Christophorusfigur, skulptierte Brüstungsfelder, bezeichnet 1710 | Fotos hochladen                         |
| Wohnhaus                                                     | Christophorusstraße 11 Lage                | 1752                              | Fachwerkhaus, teilweise massiv, Mansarddach, bezeichnet 1752 | BW                                      |
| Wohnhaus                                                     | Christophorusstraße 12 Lage                | Mitte des 17. Jahrhunderts        | Fachwerkhaus, teilweise massiv, verputzt, im Kern wohl aus der Mitte des 17. Jahrhunderts | BW                                      |
| Wohnhaus                                                     | Christophorusstraße 13 Lage                | 1606                              | Fachwerkhaus, teilweise massiv, bezeichnet 1606 | Fotos hochladen                         |
| Wohnhaus                                                     | Christophorusstraße 14 Lage                | 18. Jahrhundert                   | dreigeschossiges Fachwerkhaus, teilweise massiv, 18. Jahrhundert, Fachwerkerker wohl aus dem 20. Jahrhundert; Anbau, 19. Jahrhundert | Fotos hochladen                         |
| Wohnhaus                                                     | Kapellenstraße 3 Lage                      | 16. Jahrhundert                   | Fachwerkhaus über Steinsockel, im Kern wohl aus dem 16. Jahrhundert | Fotos hochladen                         |
| Wohnhaus                                                     | Kapellenstraße 6 Lage                      | 18. Jahrhundert                   | Fachwerkhaus, teilweise massiv bzw. verputzt, bezeichnet 1827 (wohl Umbau), im Kern wohl aus dem 18. Jahrhundert | BW                                      |
| Zehnthaus des Klosters Springiersbach                        | Kapellenstraße 7/8, Zehnthausstraße 1 Lage | 1780                              | barocker Mansardwalmdachbau über hohem Kellergeschoss, bezeichnet 1780; Gesamtanlage mit Kelterhaus und Garten | Fotos hochladen                         |
| Dreschhaus                                                   | Kapellenstraße, hinter Nr. 10 Lage         | Mitte des 18. Jahrhunderts        | ehemaliges Dreschhaus; Putzbau, Mitte des 18. Jahrhunderts | Fotos hochladen                         |
| Bibliothek                                                   | Klosterkammerstraße 6 Lage                 | 1898                              | ehemalige Bibliothek (?); Putzbau, bezeichnet 1898 | BW                                      |
| Kapelle                                                      | Klosterkammerstraße, bei Nr. 40 Lage       | 1599                              | Kapelle; offener Bruchsteinbau, bezeichnet 1599, Wände 1959 erneuert; Muttergottes auf dem Wolkenband, 19. Jahrhundert | Fotos hochladen                         |
| Relief                                                       | Klosterkammerstraße, Ecke Römerstraße      | 18. Jahrhundert                   | Vesperbild, 18. Jahrhundert | Direkt Bild zu diesem Denkmal hochladen |
| Neue Katholische Pfarrkirche St. Aldegundis und Bartholomäus | Römerstraße 2 Lage                         | 1864–75                           | neugotischer Saalbau mit Querhaus, Schieferbruchstein, 1864–75 | weitere Bilder Fotos hochladen          |
| Kriegerdenkmal                                               | Römerstraße, bei Nr. 2 Lage                | 20. Jahrhundert                   | Kriegerdenkmal, halbkreisförmige Anlage mit Pylon | Fotos hochladen                         |
| Wohnhaus                                                     | Römerstraße 8 Lage                         | 1663                              | Fachwerkhaus, teilweise massiv, bezeichnet 1663 | BW                                      |
| Wohnhaus                                                     | Römerstraße 9 Lage                         | 1908                              | Bruchsteinbau, Mansarddach, moselländischer Heimatstil, 1908 | BW                                      |
| Wohnhaus                                                     | Römerstraße 10 Lage                        | 16. Jahrhundert                   | Fachwerkhaus, teilweise massiv, Ständerbau, 16. Jahrhundert | BW                                      |
| Wohnhaus                                                     | Zehnthausstraße 6 Lage                     | 1774                              | Fachwerkhaus, teilweise massiv, Mansarddach, bezeichnet 1774 | BW                                      |
| Kapelle                                                      | nördlich des Ortes Lage                    | 18. Jahrhundert                   | Kapelle; Putzbau, Pyramidaldach, 18. Jahrhundert; heiliger Sebastian, 19. oder 20. Jahrhundert | BW                                      |

## Ehemalige Kulturdenkmäler
| Bezeichnung | Lage                   | Baujahr         | Beschreibung | Bild |
| ----------- | ---------------------- | --------------- | --- | ---- |
| Wohnhaus    | Alte Kirchgasse 7 Lage | 16. Jahrhundert | Fachwerkhaus, teilweise massiv oder verschiefert, 16. Jahrhundert; Gesamtanlage; aus Denkmalliste gelöscht und abgebrochen | BW   |